# Lúthien
Lúthien Tinúviel je lik iz izmišljenog svijeta Međuzemlja J. R. R. Tolkiena. Njeno ime znači čarobni slavuj, kćer je vilenjačkog kralja Thingola i Maiarke Melian. Živjela je u Prvom dobu, a slavna je po iznimnoj ljepoti i zanosnom glasu.
Svoj nadimak Tinúviel dobila je od Berena s kojim je, uz mnoge pogibelji, ipak izvela nevjerojatan poduhvat krađe Silmarila iz željezne krune Vale Morgotha.
Kad je Beren umro i ona je od tuge za njim napustila Međuzemlje. Međutim, svojim je pjevom dirnula čak i Valara Mandosa koji joj je dopustio jedinstvenu sudbinu. Ona se odrekla svog vilenjačkog dara vječnog života kako bi se ona i Beren mogli vratiti u Međuzemlje gdje su živjeli do svoje smrti 503. godine Prvog doba. Tako su Lúthien i Arwen jedine od svih vilenjaka doista umrle i napustile ovaj svijet.
Njen sin jedinac Dior, prvi poluvilenjak, oženio je Nimloth s kojim je imao kćer jedinicu Elwing, koja je majka Elrondova i Elrosova.

## Ranije inačice
U raznim ranijim inačicama ove priče ona se zove Tinúviel, tek je kasnije Tolkien izmislio ime Lúthien. Beren je u ovim inačicama vilenjak ili Gnom, a Sauron se još nije pojavio. Umjesto njega, oni se suprotstavljaju Tevildu, knezu mačaka, čudovišnoj mački koja je bila prvi suparnik valinorskog psa Huana. Beren je u najranijoj izbrisanoj inačici ipak bio smrtni čovjek.
Priča je ispripovjedana i u epskoj pjesmi Temeljima Belerianda gdje se pomnije obrađuju događaji njena života i odnosa s Berenom, u Silmarillionu je ova tema prikazana samo površno.

## Nadahnuće
Tolkiena je posebno dirnuo prelazak njegove žene Edith prilikom njihova vjenčanja iz Engleske crkve na katoličanstvo. Ova odluka joj je bila teška što se može povezati s Lúthieninim teškoćama i patnjama pri izboru smrtnosti.
Moguće je da je ime Lúthien izvedeno iz staroengleske riječi lufian, koja znači ljubav. Pripovijest o Berenu i Lúthien sadrži značajku velške narodne priče Culhwch i Olwen i nekih drugih u kojima roditelji proscu zadaju naizgled nemoguću zadaću koju ovaj naposljetku ipak izvrši. U Tolkienovoj inačici žena zapravo pomaže proscu ispuniti zadaću.
Priča o Lúthien u Mandosovim dvorima podsjeća na priču o Orfejevu neuspjelom pokušaju da Euridiku vrati iz podzemlja.

## Tolkienov grob
Pripovijest o doživljajima Berena i Lúthien Tolkien je napisao Lay of Lúthien u epskom obliku i u skraćenom, proznom obliku, u Silmarillionu. Čini se da je u ljubavi Berena i Lúthien pisac opisao ljubav njega i njegove žene. U pismu svom sinu Christopheru, napisanom 11. srpnja 1972., Tolkien je zatražio da im na grobu piše sljedeći natpis  "jer ona je bila (i znala da jest) moja Lúthien."

| † Edith Mary Tolkien Lúthien 1889–1971 John Ronald Reuel Tolkien Beren 1892–1973 |

## Vanjske poveznice
- Allpoetry, pjesma Lúthien Tinúviel (engl.) pristupljeno 14. kolovoza 2013.
- Lúthien gvaš Teda Nasmitha